# Eumyrmococcus kolombangarae
Eumyrmococcus kolombangarae är en insektsart som beskrevs av Williams 1998. Eumyrmococcus kolombangarae ingår i släktet Eumyrmococcus och familjen ullsköldlöss. Inga underarter finns listade i Catalogue of Life.